# Rubin Teitelbaum
Rubin Teitelbaum (* 4. Januarjul. / 17. Januar 1907greg. in Tapa; † 4. September 1941 in Tallinn) war ein estnischer Gewichtheber.

## Leben und Sport
Teitelbaum gehörte der jüdischen Gemeinde in Estland an. Er besuchte das jüdische Gymnasium in Tallinn.
Während seiner sportlichen Karriere war Teitelbaum von 1927 bis 1933 siebenmaliger estnischer Meister im Gewichtheben. 1929 nahm er an den 21. Europameisterschaften im Gewichtheben in Wien teil. Bei der zweiten Makkabiade 1935 in Palästina gewann er eine Goldmedaille im Gewichtheben.
Die estnische Leichtathletin Sara Teitelbaum (1910–1941) war seine Schwester.

## Ermordung
Zwei Wochen nach dem Tod seiner Schwester überfiel die deutsche Wehrmacht die Sowjetunion und besetzte am 28. August 1941 Tallinn. 
Teitelbaum wurde von den Nationalsozialisten verhaftet und wenige Tage später ermordet.